# Aeroporto Internazionale del Kansai
L'Aeroporto Internazionale del Kansai (関西国際空港?, Kansai Kokusai Kūkō) (IATA: KIX, ICAO: RJBB) è un aeroporto situato su un'isola artificiale nella Baia di Ōsaka. Serve la regione del Kansai, da cui prende il nome, e le sue principali città Ōsaka, Kyoto e Kōbe, alle quali è collegato attraverso diverse linee ferroviarie. Si trova a circa 50 km a sud ovest di Ōsaka e si situa su tre differenti municipalità nella prefettura di Osaka: Izumisano a nord, Tajiri centralmente e Sennan a sud.
L'aeroporto, progettato dall'architetto italiano Renzo Piano, venne aperto al pubblico il 4 settembre 1994. La sua realizzazione ha permesso di alleggerire il traffico aereo del già esistente aeroporto Internazionale di Osaka, che da allora riceve i soli voli nazionali, oltre a permettere il traffico aereo notturno dei voli internazionali sul territorio giapponese. L'aeroporto è interessato sia dal traffico domestico nazionale, sia, prevalentemente, dal traffico internazionale. Con i suoi 18,1 milioni di passeggeri l'anno, rientra nella classifica dei World Airport Awards al dodicesimo posto soprattutto per la bellezza ed efficienza del suo design.

## Storia
Costruito tra il 1991 ed il 1994, è situato su un'isola artificiale (4 km di lunghezza per 1200 m di larghezza) distante 3 km dalla terraferma, cui si collega tramite un ponte a due livelli: il superiore dedicato al traffico su gomma, l'inferiore a quello su rotaia; è il primo aeroporto ad essere stato costruito in mare aperto. Il terminal passeggeri, la cui copertura ricorda l'ala di un aeroplano, è stato costruito seguendo una geometria toroidale; si sviluppa per una lunghezza di 1700 metri e poggia su 900 colonne regolabili in altezza che permettono di sopperire al progressivo abbassamento cui è soggetta l'isola artificiale, mantenendo sempre l'edificio in corretta relazione con il terreno dell'isola e le sue infrastrutture. Queste colonne, con giunti telescopici, insieme ai giunti scorrevoli dislocati sulla lunghezza dell'edificio, gli hanno permesso di superare indenne il grande terremoto di Kobe (17 gennaio 1995) con epicentro ad appena 20 km di distanza. Così come indenne ha superato il vento a 200 km/h di un tifone nel 1998. Queste caratteristiche gli hanno permesso di ricevere alcuni notevoli riconoscimenti, tra i quali l'essere una delle dieci strutture "Monumento dell'ingegneria civile del Millennio" conferitogli nel 2001 dall'American Society of Civil Engineers.
Il progetto per l'isola e l'aeroporto è stata la più costosa opera civile dell'epoca moderna, contando i suoi 20 anni di progettazione, 8 di costruzione e i 15 miliardi di dollari di investimenti. Tuttavia, questo enorme sforzo è servito anche come esperienza per la realizzazione di opere successive quali l'aeroporto di Kitakyushu, l'aeroporto di Kobe, l'aeroporto Internazionale di Chūbu-Centrair ed infine l'aeroporto Internazionale di Hong Kong.

### Costruzione dell'isola artificiale
La costruzione dell'isola artificiale inizia nel gennaio 1987 con la realizzazione del perimetro dell'isola: un rettangolo di terra lungo 4 km e largo 2,5 km. Nel giugno dello stesso anno comincia anche la costruzione del ponte di collegamento tra la terraferma e l'isola, lungo circa 3 km. Ciononostante, durante i lavori, il trasporto dei lavoratori e dei materiali da costruzione sull'isola avviene per mezzo di collegamenti marittimi. L'interramento dell'isola entro il perimetro inizia nel dicembre 1988: per la realizzazione è stato necessario scavare tre diverse montagne con tre tipologie di materiali differenti, scelti appositamente per limitare la trasmissione di scosse sismiche attraverso il terreno, dovute ai numerosi terremoti che si verificano sul territorio giapponese, insieme ad altri fenomeni naturali quali i tifoni. Le chiatte motorizzate sono state costruite appositamente per questa operazione di interramento ed hanno lavorato ininterrottamente per 3 anni alla realizzazione dell'isola, realizzando 10 km² di terrapieno che ha raggiunto una profondità di 18 m sotto il livello del mare. L'operazione di interramento è stata terminata nel 1991, anno in cui sono cominciate le costruzioni del Terminal passeggeri e delle strutture di servizio (linee ferroviarie, piste di atterraggio, piazzali, strade di collegamento). La costruzione del ponte di collegamento si conclude nel marzo 1994.
Nonostante siano state realizzate 11 milioni di colonne di sabbia nel terreno argilloso per accelerare la stabilizzazione dell'isola, ad oggi il terreno continua a subire abbassamenti.

### Progressivo abbassamento dell'isola
Nella progettazione geotecnica sono state considerate le tensioni effettive date del peso della enorme massa dell'isola artificiale sul fondo sabbioso dell'Oceano. Diversi accorgimenti sono stati ideati in fase di progettazione per contrastare il previsto abbassamento dell'isola che, al di là del pericolo marea, comporta un maggior rischio in caso di tifoni e tsunami. L'abbassamento sta rallentando progressivamente: dai 50 cm all'anno del 1994 ai 7 cm del 2008,per un totale di circa 8 metri.

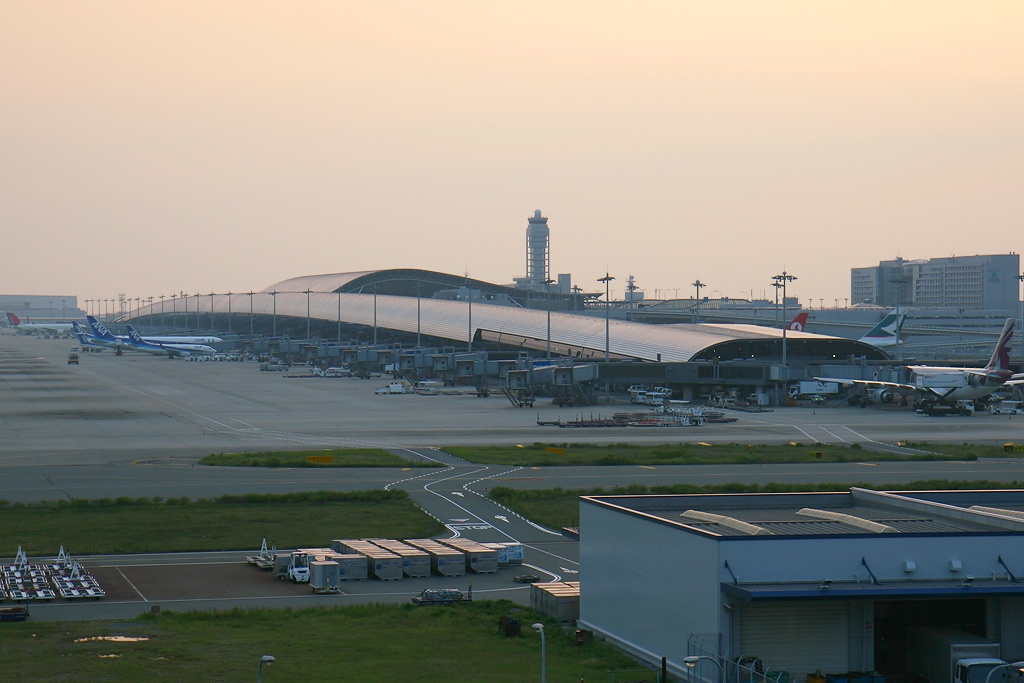
Aeroporto del Kansai

### Costruzione dell'aeroporto
La società KIAC (Kansai International Airport Company) indice un concorso ad inviti per la realizzazione dell'aeroporto di Kansai nel marzo 1988; il vincitore del concorso, l'architetto italiano Renzo Piano viene annunciato il 9 dicembre 1988. Successivamente alla vittoria del concorso, per la realizzazione dei disegni esecutivi, viene istituita una Joint Venture con a capo del coordinamento lo stesso Renzo Piano e lo studio di architettura giapponese Nikken Sekkei in qualità di local architects, le società Japan Airport Consultant e Aéroport de Paris in qualità di consulenti, e lo studio di ingegneria Ove Arup & Partners per la consulenza strutturale. I lavori di costruzione dell'aeroporto iniziano il 24 maggio 1991, e per compensare l'abbassamento del terreno dell'isola, vengono inseriti alla base dell'edificio colonne telescopiche in grado di regolarne l'equilibrio puntualmente su tutta la sua lunghezza. La geometria toroidale utilizzata per definire la curvatura dell'edificio permette, dalla torre di controllo, di vedere la coda di tutti gli aerei collegati ai singoli manicotti d'imbarco su tutta la lunghezza di 1,7 km dell'aeroporto.
L'aeroporto apre al pubblico il 4 settembre 1994, dopo 3 anni di lavoro, 2 società edili che si sono occupate contemporaneamente della costruzione una dell'ala nord, l'altra dell'ala sud dell'edificio e 10 000 operai quotidianamente al lavoro.

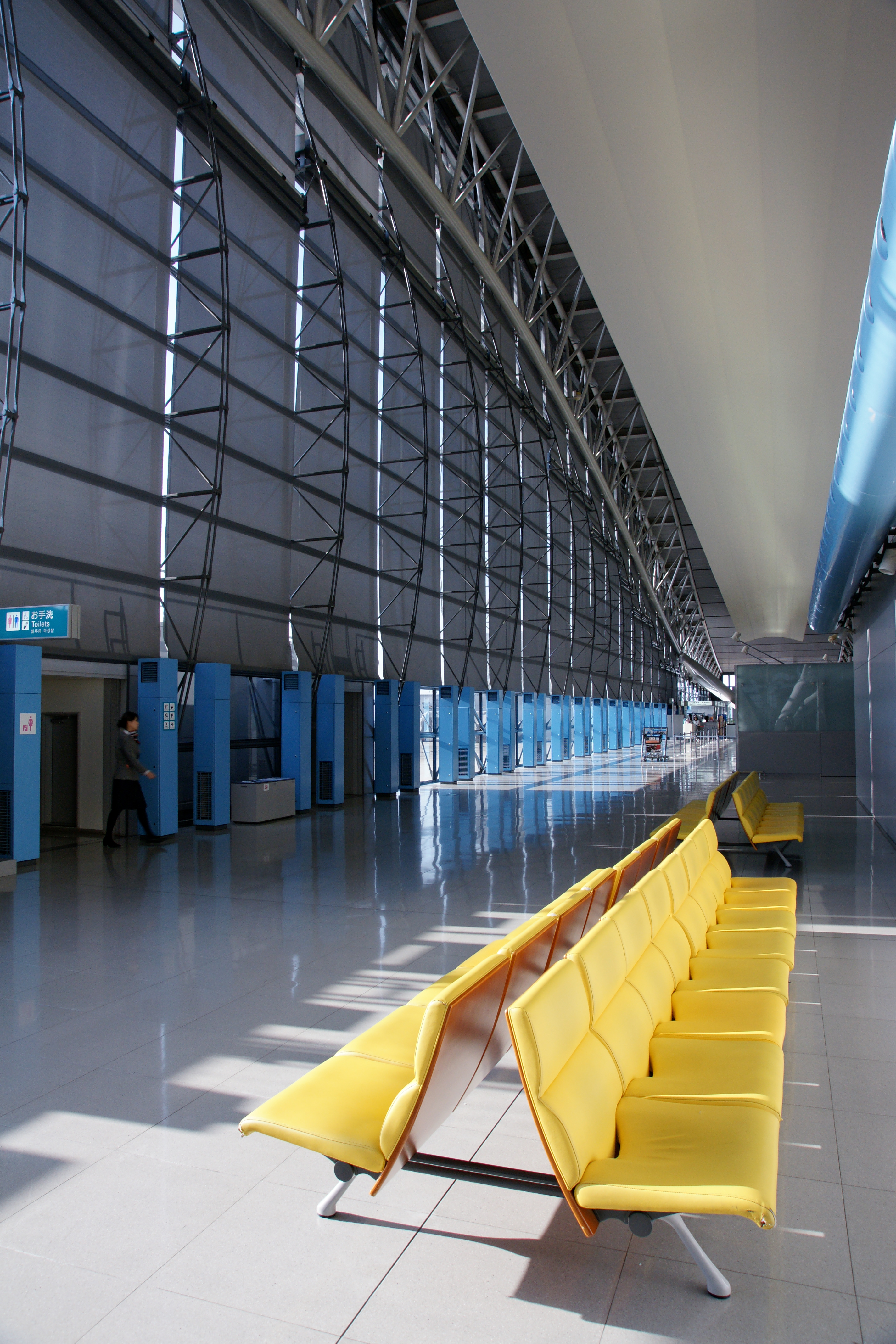
Main Terminal Building

#### MTB Main Terminal Building
Il Main Terminal Building dell'Aeroporto Internazionale del Kansai è stato il primo a strutturarsi secondo una distribuzione detta sandwich delle aree di accesso e uscita. La particolarità di questa distribuzione è la netta divisione tra passeggeri dei voli domestici, passeggeri dei voli internazionali e aree di servizio, a loro volta divisi per flussi di entrata e flussi di uscita. Questa distinzione permette non solo una più funzionale distribuzione dei servizi ma facilita anche l'orientamento del passeggero nei suoi spostamenti lungo l'edificio. Questi 5 differenti livelli di distribuzione, nell'aeroporto del Kansai, sono stati mantenuti in comunicazione da una particolare fascia a tutta altezza a loro perpendicolare detta canyon e dalla quale la distribuzione ha inizio.

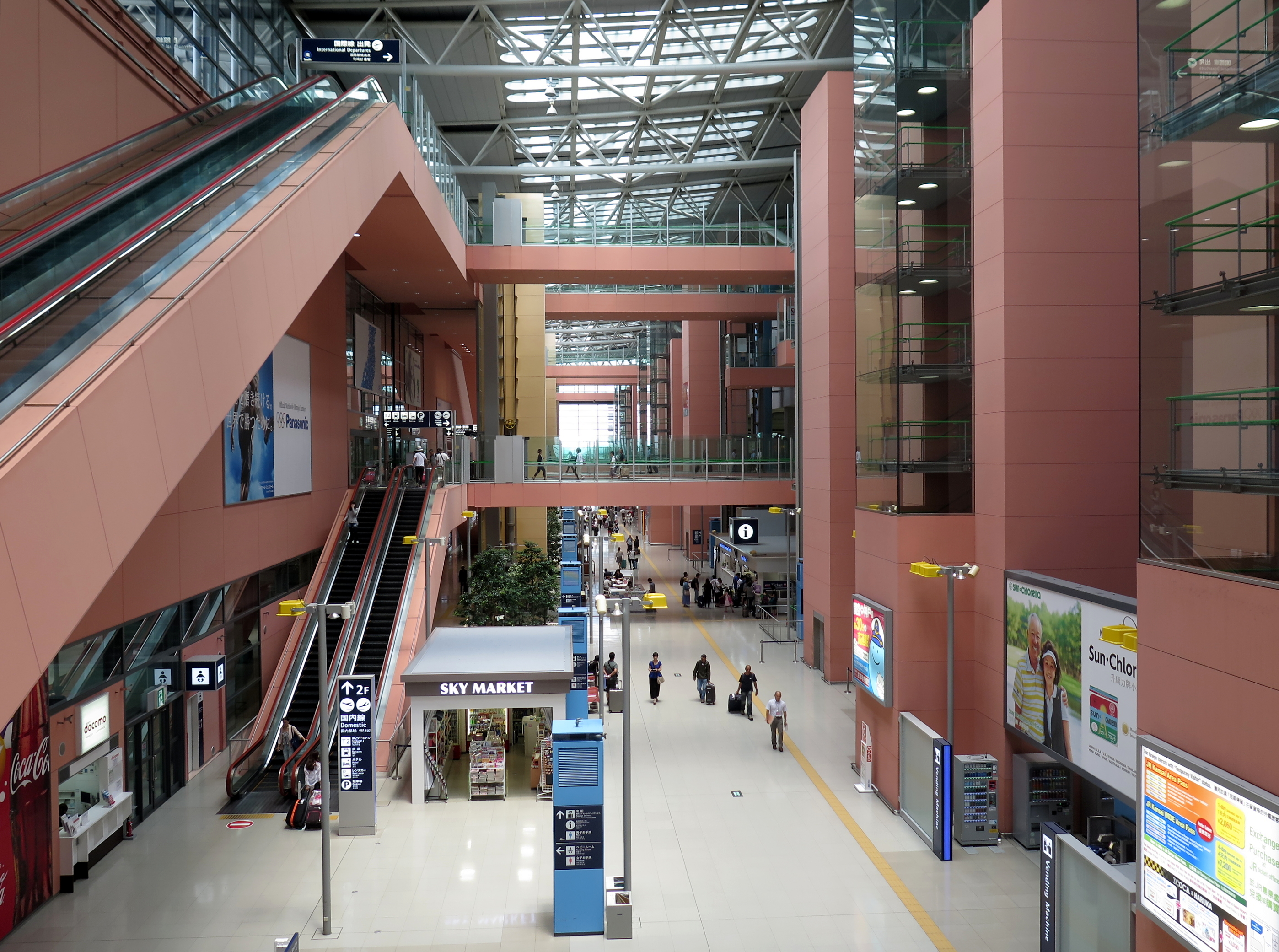
Canyon

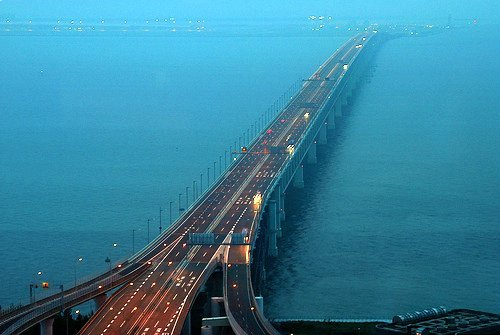
Ponte di collegamento tra terraferma ed isola artificiale

### Espansione
L'incremento del traffico aereo negli anni ha reso necessario un intervento di espansione, denominato Fase 2, orientato alla costruzione di una nuova pista di atterraggio su una seconda isola artificiale, antistante la prima. I lavori sono iniziati nel 2003 e terminati nel 2007. La seconda pista è utilizzata prevalentemente per gli atterraggi.
Ulteriori espansioni sono previste in futuro: riguardano la costruzione di un nuovo terminal passeggeri, di una terza pista e di un terminal cargo.

## Trasporti e collegamenti
L'Aeroporto Internazionale del Kansai è collegato alla stazione di Ōsaka e a quella di Kyoto dalla JR West attraverso la linea Kansai Aeroporto, utilizzata anche dai collegamenti offerti dalla compagnia Nankai fino alla stazione di Namba. L'aeroporto ospita al suo interno una stazione ferroviaria apposita per il collegamento col resto del Giappone.

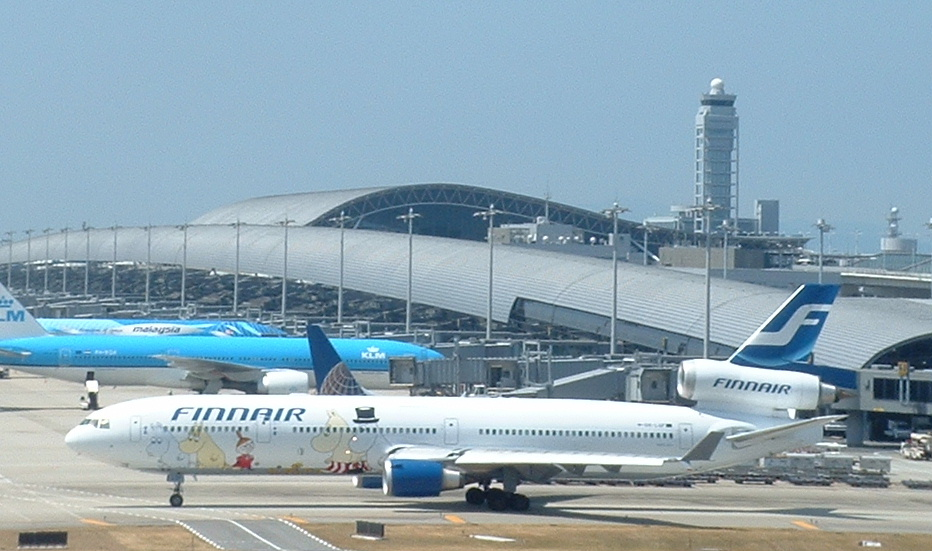
La veduta dell'aerostazione a forma di ala e sullo sfondo la torre di controllo.

## Statistiche
Questo grafico non è disponibile a causa di un problema tecnico.
Si prega di non rimuoverlo.
Vedi la query Wikidata di origine.